# Kyselina azidovodíková
Kyselina azidovodíková neboli azoimid (dle nového názvosloví) či kyselina dusíkovodíková je jednou ze tří základních sloučenin dusíku s vodíkem (amoniak, hydrazin, azoimid). Její vzorec je HN3. V její molekule jsou na sebe vázány tři atomy dusíku. Vazby v molekule nejsou rovnocenné. Kyselina azidovodíková je bezbarvá kapalina ostrého zápachu, její bod varu je 35,7 °C, její páry jsou explozivní. Je smrtelným (i když nekumulativním) jedem; ve vzduchu může být nebezpečná i při koncentracích pod 1 ppm. Ve vodných roztocích je stálá. Je to slabá kyselina (zhruba stejně silná jako kyselina octová). Tvoří jeden typ solí – azidy. Koncentrovaná kyselina azidovodíková je velmi silnou a nebezpečnou výbušninou.

## Příprava
Existují dva způsoby přípravy kyseliny azidovodíkové:
1. reakcí azidu sodného s kyselinou sírovou (tímto způsobem HN3 poprvé připravil v roce 1890 německý chemik Theodor Curtius):
2 NaN3 + H2SO4 → 2 HN3 + Na2SO4
2. reakcí soli hydrazinia s kyselinou dusitou:
N2H5+ + HNO2 → HN3 + H+ + 2 H2O

## Použití
Nejdůležitějším azidem je azid sodný NaN3, ze kterého se připravují ostatní azidy. Tato sloučenina je poměrně stálá, dá se bez rozkladu tavit. Využívá se pro exploze airbagů v automobilech. Azidy alkalických kovů a kovů alkalických zemin se chovají podobně, naproti tomu azidy těžkých kovů velmi snadno vybuchují (např. azid olovnatý Pb(N3)2, který se používá jako náplň do rozbušek).